# Es geht einer vor die Hunde
Es geht einer vor die Hunde ist ein im Auftrag des Fernsehens der DDR hergestellter Spielfilm der DEFA von Hans Knötzsch aus dem Jahr 1983, nach dem Roman Die weiße Taube oder Das nasse Dreieck von Otto Nagel von 1978, dessen bis dahin verschwundenes Manuskript bereits in den Jahren 1928 bis 1932 verfasst wurde.

## Handlung
Der 30-jährige Schweißer Wilhelm Thiele wird im Jahr 1924, nach 12 Jahren Arbeit in einer Maschinenbaufirma, das erste Mal in seinem Leben, arbeitslos. Den Besuch beim Arbeitsamt hält er nicht für so wichtig, da er beabsichtigt, einen eigenen Betrieb zu eröffnen. Dafür nimmt er einen Kredit auf und richtet sich bereits eine Werkstatt ein. Er kann mit dem Arbeiten aber noch nicht beginnen, da die hierzu erforderliche Genehmigung noch nicht erteilt wurde. Doch der Kredit ist aufgebraucht und er benötigt immer wieder neues Geld, um die laufenden Kosten wie Miete und Telefon zu begleichen. Von seinem Vermieter erhält er den Rat, schwarz arbeiten zu gehen, und bekommt auch gleich noch einen Tipp, denn in den Anfangsjahren des Rundfunks werden Leute gesucht, die Antennen für einen besseren Empfang anbringen können. Mit solchen Arbeiten will Wilhelm Thiele seinen derzeitigen finanziellen Engpass überwinden, jedoch ist einer seiner Kunden der Mitarbeiter des Arbeitsamts, der ihn erkennt und deshalb dessen Erwerbslosenausweis einzieht. Jetzt hat Thiele noch nicht einmal das Geld, um seine Wohnungsmiete zu bezahlen, und muss in seiner Werkstatt übernachten, wofür der Vermieter natürlich auch noch einen Zuschlag auf die Miete fordert. Die Forderung, den aufgenommenen Kredit zurückzuzahlen, da keine Sicherheit mehr vorhanden ist, und die Ablehnung der Gewerbeerlaubnis treffen nahezu gleichzeitig bei ihm ein.
Nun bleibt ihm nichts anderes mehr übrig, als auf dem Dachboden eines Mietshauses zu übernachten. Was er nicht ahnt, die von ihm ausgesuchte Stelle wird bereits von dem ebenfalls obdachlosen Pärchen Minna und Emil beansprucht, die ihren Lebensunterhalt mit dem Gesang auf Hinterhöfen verdienen. Doch sie vertragen sich und am nächsten Morgen gehen sie gemeinsam zum Frühstück in die Kneipe Zum nassen Dreieck, wo sich der Penner Albert Stern bereits mit Hilfe einiger Schnäpse aufwärmt. Dieser bringt Thiele bei, wie man richtig betteln geht, und am Abend kann sich dieser von seinem Geld eine warme Suppe leisten, von der er Minna etwas abgibt, weshalb sie von dem Emil blutig geschlagen wird. Da Emil total betrunken ist, können sie nicht auf dem Dachboden übernachten und verbringen die Nacht zu dritt auf einer Parkbank, wo sich Minna und Wilhelm näherkommen.
Obwohl Thiele versucht, trotz seiner Probleme ein anständiger Mensch zu bleiben, gerät er immer tiefer in das Milieu der Stadtstreicher hinein. Während er in der Weihnachtszeit als Werbeträger mit Albert durch die Straßen läuft, erfährt er auch, dass dieser eigentlich der Besitzer eines Kaffeehauses ist, welches aber seine Frau führt. Da er sie aber nicht leiden kann, läuft er lieber als Bettler durch die Straßen und geht nur einmal im Jahr dort kostenlos ein Stück Kuchen essen. Inzwischen hat sich Thiele auf den Diebstahl von Metallen spezialisiert, welches er anschließend mit einem von ihm entwickelten Schneidbrenner, der sogar als Patent angemeldet ist, beim Schrotthändler Krüger zerkleinert. Von ihm erhält er den Auftrag, am Abend mit zwei weiteren Gaunern Material von einer Hochspannungsleitung zu besorgen, die noch nicht in Betrieb ist. Doch das ist ein Irrtum und ein junger Schrottdieb muss diesen Einsatz bis ans Lebensende mit seiner Gesundheit bezahlen. Thiele kann sich der Verhaftung durch die zufällig in der Nähe anwesende Polizei nur durch Flucht entziehen.
Auf einer seiner Betteltouren trifft er durch Zufall Minna wieder, die sich von Emil getrennt hat und nun zur Untermiete bei Frau Kneschke wohnt. Sie ist im dritten Monat schwanger und verdient ihr Geld mit Reinigungsarbeiten in den Wohnungen besser gestellter Bürger. Mit ihrer Vermieterin klärt sie, dass Wilhelm in Zukunft bei ihr wohnen kann, und der ist über die Entwicklung sehr erfreut. Minna will das Kind aber loswerden und bittet Frau Kneschke, das zu übernehmen. Mitten in die Vorbereitungen kommt Wilhelm in die Wohnung und kann den Schwangerschaftsabbruch gerade noch verhindern. Jetzt erfährt er, dass das Kind in der Nacht auf der Parkbank gezeugt wurde und er der Vater ist. Frau Kneschke bekommt wegen der versuchten Abtreibung Gewissensbisse und begeht Selbstmord, was den Vorteil hat, dass ihnen nun die Wohnung gehört. Um die Kosten gering zu halten, vermieten sie das ehemalige Zimmer Minnas an einen Schlafburschen, der als Zusteller für Die Rote Fahne arbeitet. Eines Tages steht plötzlich Emil in der Wohnung, da er von der bevorstehenden Hochzeit gehört hat, und bedrängt Minna, doch wieder zu ihm zurückzukommen. Als sie das ablehnt, versucht er sie zu vergewaltigen, was nur durch das plötzliche Eintreffen des Schlafburschen verhindert wird.
Kurz nach der Hochzeit wird der Schlafbursche wegen seiner Tätigkeit für die Kommunistische Partei Deutschlands verhaftet, weshalb das junge Paar wieder nicht das Geld für die Miete zusammenbekommt. Kurze Zeit später wird Wilhelm verhaftet, was sich aber als Trick des Schrotthändlers Krüger herausstellt, der ihn nur für das Öffnen eines Tresors benötigt. Der Tresor steht in Albert Sterns Café und Krüger hat dafür extra den von Thiele entwickelten Schweißbrenner mitgebracht. Da Wilhelm seinem Freund Albert nicht schaden will, macht er nach dem Aufbruch alle Geldscheine und Aktien mit der Flamme unbrauchbar, was Krüger sehr verärgert. Nun bleibt dem Ehepaar Thiele nur noch übrig, bei dem Prediger Kleist, den sie noch von Frau Kneschke kennen, ein Unterkommen zu suchen, was er ihnen auch gewährt. Bis zur Entbindung dauert es nicht mehr lange, deshalb müssen sie sich auch darum kümmern. Die Summe für den Aufenthalt in der Städtischen Hebammenschule können sie nicht bezahlen, deshalb muss Minna zwei Monate vor der Niederkunft in das Krankenhaus einziehen, um dort niedere Arbeiten zu verrichten, und den Schülerinnen als Lehrobjekt zur Verfügung stehen. Doch kurz nach ihrer Einlieferung bricht Minna bei Reinigungsarbeiten zusammen und bekommt ihr Kind. Nun braucht Wilhelm unbedingt Geld und er wendet sich in seiner Verzweiflung an Krüger, der ihm aber nicht helfen will. Er gibt ihm aber seinen Schneidbrenner zurück, der für Wilhelm so gut wie bares Geld ist. Aber Krüger ruft die Polizei an und erzählt, dass Thiele jetzt im Entbindungsheim ist und das Einbruchswerkzeug bei sich trägt, mit dem in der letzten Zeit vier Geldschränke aufgebrochen wurden, weshalb er auch dort sofort verhaftet wird, ohne seine Tochter zu sehen. Bei der folgenden Gerichtsverhandlung wird er zu einer siebenjährigen Haftstrafe verurteilt. Minna, die der Urteilsverkündung durch die Tür zuhört, geht anschließend zur U-Bahn, löst eine Fahrkarte und schmeißt sich dort mit ihrem Kind vor einen einfahrenden Zug.
Fünf Jahre später steht der Maler Otto Nagel vor deren Grabstätte, um diese zu zeichnen. Hier trifft er den Prediger Kleist und erzählt ihm, dass der Prozess gegen Wilhelm Thiele, mit Hilfe der Kommunistischen Partei, wieder aufgerollt wird. Die Chancen auf einen Erfolg stehen gut, da er beim ersten Prozess nur einen Pflichtverteidiger hatte, und jetzt können die besten Verteidiger aufgeboten werden, die dem Kronzeugen Krüger sämtliche Meineide nachweisen werden, bis der selbst auf der Anklagebank sitzt. Doch Kleist sieht ein Problem, denn hinter dem Sarg einer gerade stattfindenden Beisetzung eines SA-Mannes geht dieser Krüger in der Uniform eines Sturmbannführers, den er sich, mit seinen Beziehungen, nicht auf einer Anklagebank vorstellen kann. Wie Recht er hatte, zeigt sich sehr schnell. Wilhelm Thiele bekommt mitten in der Nacht in seiner Zelle Besuch von Emil, der ihn erschießt und ihm anschließend die Pistole so in die Hand legt, dass es nach Selbstmord aussieht.

## Produktion und Veröffentlichung
Das Szenarium stammte von Werner Berhardy und die Dramaturgie lag in den Händen von Albrecht Börner.
Die Erstausstrahlung des auf ORWO-Color geschaffenen Films erfolgte am 11. September 1983 im 1. Programm des Fernsehens der DDR.

## Kritik
Mimosa Künzel schrieb in der Neuen Zeit: 

„‚Die weiße Taube oder das nasse Dreieck‘ –  nach diesem einzigen Roman des Malers Otto Nagel, Anfang der dreißiger Jahre geschrieben, entstand jetzt, fünfzig Jahre später, ein gelungener Fernsehfilm voller Atmosphäre und Spannung. Was Otto Nagel mit durchdringendem, politisch geschultem Blick im Berliner Wedding beobachtete und mit subtilem Wahrnehmungsvermögen ‚auf-zeichnete‘, sind präzis ausgeführte, miteinander verknüpfte Menschenschicksale, sind detailliert gefügte Alltagsepisoden im scharf konturierten, sozialkritisch gesehenen Großstadtbild zur Zeit der Weltwirtschaftskrise und danach, als bereits die ‚Braunen‘ an die Macht drängten und alles liquidierten, was sich ihnen in den Weg stellte.“

Das Lexikon des internationalen Films schreibt, dass der Streifen um  atmosphärische Dichte bemüht ist, die dem drastischen Realismus der Romanvorlage von Otto Nagel allerdings nur unzureichend gerecht wird.